# Alto Uxpanapa
Alto Uxpanapa är en ort i Mexiko.   Den ligger i kommunen Las Choapas och delstaten Veracruz, i den sydöstra delen av landet, 600 km öster om huvudstaden Mexico City. Alto Uxpanapa ligger 23 meter över havet och antalet invånare är 462.
Terrängen runt Alto Uxpanapa är platt åt nordost, men åt sydväst är den kuperad. Runt Alto Uxpanapa är det ganska glesbefolkat, med 29 invånare per kvadratkilometer. Närmaste större samhälle är Nueva Tabasqueña, 11,9 km sydost om Alto Uxpanapa. Omgivningarna runt Alto Uxpanapa är en mosaik av jordbruksmark och naturlig växtlighet.